# Claudio Baglioni - 6 giugno 1998 all'Olimpico
Il 6 giugno 1998 all'Olimpico di Roma è un concerto evento di Claudio Baglioni, nonché il concerto con la più alta affluenza di sempre ad uno stadio.
Nonostante l'Olimpico sia infatti uno stadio principalmente indicato per le manifestazioni sportive a detenere il record di spettatori è invece il concerto di Claudio Baglioni che totalizzò 100 000 spettatori la prima e la seconda sera (per un totale di 200 000), più di quanto non sia mai riuscito a fare una finale di Champions League. Anche grazie alla concezione del palco al centro - invenzione dello stesso Baglioni introdotta per la prima volta nel concerto del 1991 - che ha permesso di riempire l'intero stadio con tutti i suoi posti a sedere, piazzando dunque il palco al centro della scena.

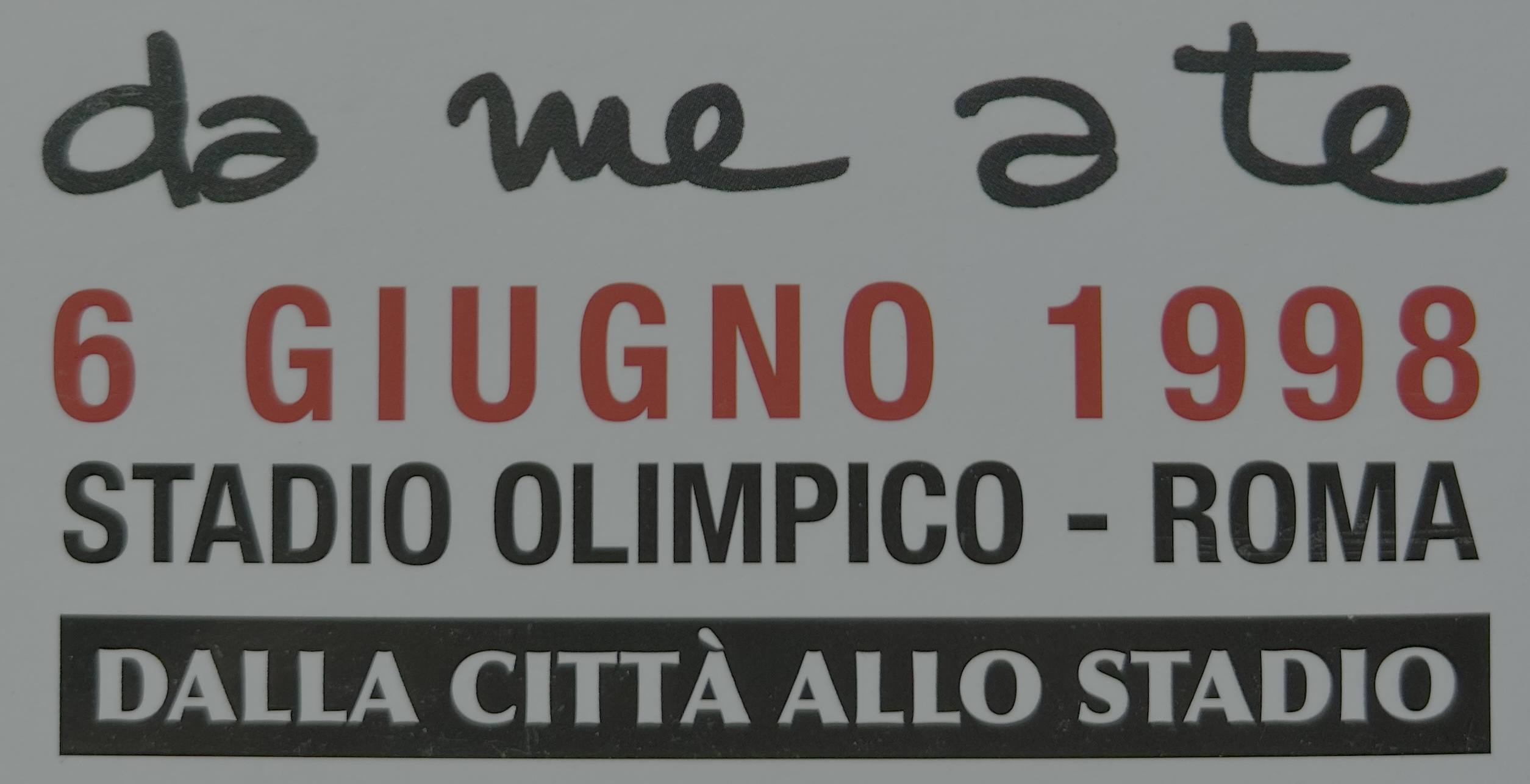
Poster pubblicitario del concerto

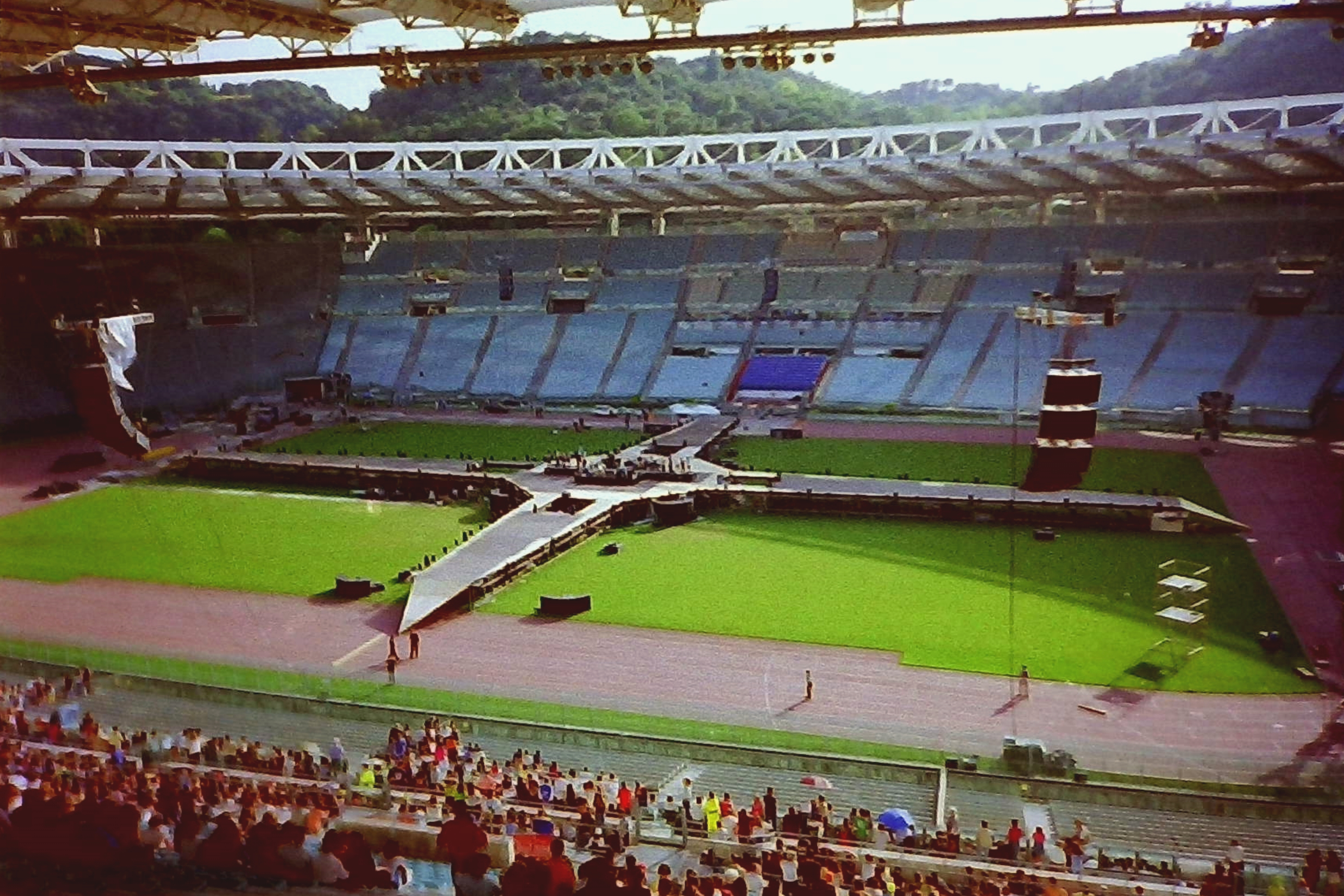
Il palcoscenico al centro dello stadio allestito per le prove

Il concerto è parte di una tournée realizzata in quattro stadi italiani; Olimpico di Roma (di cui due date), San Siro di Milano, San Paolo di Napoli e LaFavorita di Palermo che prende il nome di Da me a te, titolo del brano che Baglioni scrisse sotto commissione dalla FIGC per il Centenario della Nazionale di calcio Italia avvenuto proprio quell'anno.

## Concezione dei concerti-evento
Una delle peculiarità più rivoluzionarie del tour è la struttura del palco, concepito per garantire una visibilità e un’acustica ottimali a 360 gradi. La posizione centrale, inedita per l'epoca, ha reso necessario l’utilizzo di un impianto fonico e di luci distribuito in maniera circolare, permettendo una diffusione uniforme del suono e una perfetta illuminazione da ogni angolazione. Questa soluzione, oltre a valorizzare l’esperienza degli spettatori, ha trasformato lo spazio dello stadio in un’arena immersiva, adornata da un palco a forma di croce che si esente per i lati del campo confluendo nello spazio centrale che diventa un enorme palcoscenico dove si esibiscono Baglioni che si muove per tutto il suo spazio a disposizione, la band e l'orchestra di violini che a seconda della scenografia segue diverse modulazioni e posizioni e dai corpi di ballo, il tutto eseguito in un ambiente di luci laser, giochi visivi e fuochi d'artificio. Nel concerto dell'Olimpico Baglioni entra in scena aprendo l'evento suonando insieme alla band sopra un camion giallo che compie il giro intero dello stadio lungo la pista di atletica.
Prima del concerto del 6 giugno, Baglioni rilascia un’intervista a Cronaca in diretta, in collegamento dallo Stadio Olimpico, nella quale svela la struttura e il concept del palco. L’artista sottolinea come la realizzazione sia avvenuta in tempi record e come il successo dell’evento abbia portato a un rapido sold out, con una seconda data aggiunta l’8 giugno per soddisfare l’enorme richiesta. Durante l’intervista, Baglioni introduce anche una novità tecnologica per l’epoca: la possibilità per il pubblico di collegarsi al sito internet ufficiale dell’artista per accedere a una visuale alternativa del concerto-evento. Attraverso questa piattaforma, gli spettatori potevano seguire il backstage e i preparativi in diretta, un’operazione pionieristica nel panorama musicale degli anni ’90, anticipando modalità di fruizione che sarebbero diventate comuni solo negli anni successivi con lo sviluppo dello streaming e dei contenuti esclusivi online.
Infine, all’interno dello Stadio Olimpico viene allestito uno stand dedicato alla carriera dell’artista, concepito come una sorta di grande esposizione (expo) interattiva, dove i fan possono acquistare gadget, dischi e memorabilia legati alla storia musicale di Baglioni. Questa iniziativa, oltre a celebrare il percorso artistico del cantante, rappresenta un’ulteriore evoluzione nell’esperienza del concerto dal vivo, trasformandolo in un evento totale, capace di coinvolgere il pubblico non solo sul piano musicale, ma anche su quello emotivo e culturale.
Il tour Da me a te termina con numeri trionfali, infatti il totale degli spettatori paganti nei cinque concerti-evento supera 380 000. Tutti i concerti sono stati mandati in differita televisiva su Rai1, quello dell'Olimpico fu invece mandato in diretta, sempre dalla Rai. Del concerto dell'Olimpico fu poi rilasciata nel 2015 una versione dvd rimasterizzata in alta definizione audio e video.

## Scaletta
1. Strada facendo
2. Dagli il via
3. Acqua dalla luna
4. Notte di note, note di notte
5. Domani mai
6. Quante volte
7. Avrai
8. Uomini persi
9. I vecchi
10. E adesso la pubblicità
11. Tamburi lontani
12. Le vie dei colori
13. Vivi
14. Ninna nanna nanna ninna
15. Noi no
16. Fammi andar via
17. Poster
18. Bolero
19. Dov'è Dov'è
20. Mille giorni di te e di me
21. Medley; Amore bello  - E tu... - Solo  - Io me ne andrei - Sabato pomeriggio - E tu come stai?
22. Da me a te
23. Questo piccolo grande amore
24. La vita è adesso
25. Via
26. Io sono qui

## Formazione
- Claudio Baglioni - voce, pianoforte e chitarra
- Paolo Gianolio - chitarre
- Davide Romani - basso
- Danilo Rea - pianoforte e tastiere
- Walter Savelli - pianoforte e tastiere
- Gavin Harrison - batteria e percussioni
- Elio Rivagli - batteria e percussioni
- Compagnia dei colori - corpo di ballo
- Orchestra dei colori - quartetto d'archi e sezione fiati
- Atlete Federazione Ginnaste Italia - scenografie e corpo di ballo
- Conduzione musicale e arrangiamenti di Claudio Baglioni e Paolo Gianolio
- Regia video di Duccio Forzano
- Da un'idea di Claudio Baglioni
- Progetto archiettonico del palco al centro di Claudio Baglioni
- Diretta televisiva a cura di Rai